# Gladys González
Gladys Esther González (San Carlos de Bolivar, Argentina, ngày 30 tháng 5 năm 1973) là một người Argentina tốt nghiệp khoa học chính trị. Bà phục vụ như là một phó quốc gia và hiện đang là một thượng nghị sĩ quốc gia cho tỉnh Buenos Aires.

## Tiểu sử
González là một người gốc San Carlos de Bolívar, ở trung tâm phía bắc của thủ đô Buenos Aires. Bà là một ứng cử viên cho thị trưởng vào năm 2015 tại Avellaneda cho liên minh Cambiemos. Bà có bằng Khoa học Chính trị của Đại học Buenos Aires. Bà làm tư vấn về sức khỏe và phân cấp trong cơ quan lập pháp của thành phố Buenos Aires (2003-2005).
Năm 2005, bà là Giám đốc của Banco Ciudad, một vị trí mà cô đã nắm giữ cho đến năm 2007, và là một thành viên của Tổ chức Pensar, nhóm chuyên gia tư tưởng của Mauricio Macri dưới chính quyền của Mauricio Macri với tư cách là người đứng đầu Chính phủ của Thành phố Buenos Aires, phục vụ với tư cách là Ủy viên Công dân
Năm 2009, González được bầu làm Đại diện Quốc gia trong danh sách PRO Union và được bầu lại vào năm 2013. Bà là người đứng đầu chiến dịch thống đốc của Miguel del Sel tại Santa Fe (2011), và Giám đốc chiến dịch của Phó Quốc gia Federico Pinedo (2011). Năm 2009, González kết hôn với tài xế của mình, người sau đó được bổ nhiệm vào Bộ làm cố vấn báo chí, nay là chủ tịch của Hạ viện Buenos Aires.
Trong hai nhiệm kỳ của mình tại Quốc hội, bà là thành viên của ủy ban Người cao tuổi; Gia đình, Phụ nữ, Tuổi thơ và Tuổi thiếu niên; Lợi ích hàng hải, Fluvial, câu cá và cảng; Khai thác mỏ; Dự báo và an sinh xã hội; Thời đại thứ ba và giao thông vận tải.